# České národní obrození

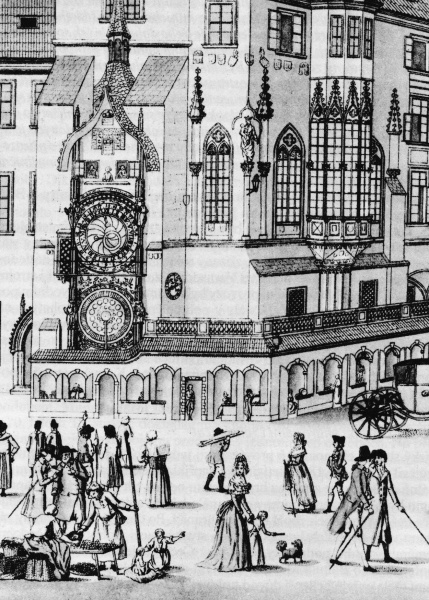
Život v Praze koncem 18. století

České národní obrození byl proces formování moderního českého národa, který probíhal zhruba od poslední třetiny 18. století do druhé poloviny 19. století, politicky bylo završeno roku 1918 vznikem národního státu. České obrození bylo součástí širších evropských událostí, ovlivněných zejména osvícenstvím, Francouzskou revolucí, počínajícím nacionalismem a romantickým zájmem o národní historii.
Jeho vedoucí představitelé se snažili pozvednout český jazyk opět na úroveň jazyka vzdělanců a motivovat obyvatele českých zemí k národní uvědomělosti. Národní obrození probíhalo současně s procesem transformace stavovského státu v občanskou společnost. Představitelé národního obrození se označují jako národní buditelé; k nejvýznamnějším patřili Josef Dobrovský, Josef Jungmann, Josef Kajetán Tyl, Karel Hynek Mácha, Božena Němcová, Václav Thám, Karel Jaromír Erben, Jan Evangelista Purkyně, Jan Svatopluk Presl, František Martin Pelcl, Magdalena Dobromila Rettigová, František Palacký, Karel Ignác Thám a Karel Havlíček Borovský.

## Stav před národním obrozením
V českých zemích byl v průběhu středověku i v počátku novověku užíván český jazyk stejně jako němčina, přičemž nebyl znám pojem národního státu. V roce 1615 vydal český sněm zákon (tzv. Jazykový zákon z roku 1615), stanovující mj. to, že každý nový osídlenec do zemí Koruny české musel dát své děti učit česky. Jednalo se o stavovsky pojímaný státní zájem, který nikdy nevstoupil v platnost. Z něho se však rodily výrazné prvky novodobého národního vědomí.
Po bitvě na Bílé hoře začala do českých zemí proudit cizí šlechta, která užívala němčinu. Roku 1627 bylo vydáno Obnovené zřízení zemské, které zrovnoprávnilo němčinu s češtinou. Němčina se stále více prosazovala a čeština byla postupně vytlačována nejen z nejvyšších společenských funkcí a z oblasti elitní kultury, ale také z veškeré státní správy. Němčina se stala také jazykem vědy a vojska. Na univerzitách se učilo latinsky. Psaná čeština si stále udržovala vysokou úroveň v jezuitských tiscích. Na gymnáziích, kde z větší části byla výuka svěřena jezuitům, byla hlavním či jedním z vyučovacích jazyků čeština. V češtině vycházely knížky lidového čtení, kramářské písně i náboženské výchovné knihy a učebnice.
Přes to všechno však docházelo ke stále větší germanizaci (poněmčování) společnosti. Německý jazyk byl užíván při styku s vrchností, při úředních jednáních, docházelo k poněmčování názvů českých obcí apod. Jako první se na obranu českého jazyka veřejně postavil jezuita Bohuslav Balbín, který v letech 1672–1673 napsal knihu Rozprava na obranu jazyka slovanského, zvláště pak českého. Po něm se postupně objevili další autoři duchovní i světské literatury.

## Společenské a politické změny od poloviny 18. století

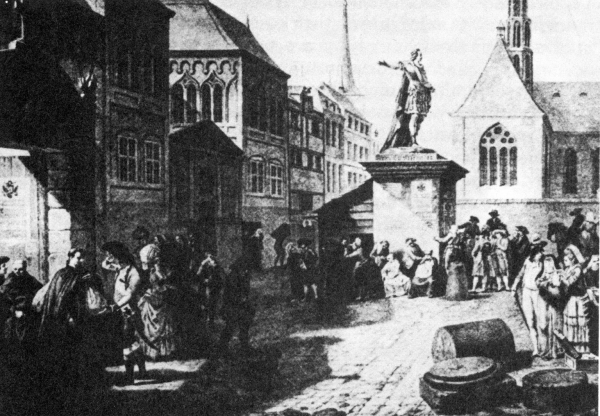
Mniši opouštějí klášter

Rakouská císařovna Marie Terezie začala po řadě válek v polovině 18. století zavádět reformy na modernizaci habsburské monarchie. V Evropě docházelo v té době k pronikání osvícenství jako životního postoje a filozofického směru všech oblastí života. Roku 1773 zrušil papež jezuitský řád, čímž však došlo k dočasnému snížení úrovně vysokého a středního školství v českých zemích. Po zrušení řádu klesl počet gymnázií v Čechách ze 42 na 13 a na Moravě z 15 na 7. V českých zemích zůstala jediná univerzita, a to pražská, ve které se od roku 1784 stala vyučovacím jazykem němčina, která nahradila dosavadní latinu. V roce 1774 byla zavedena povinná školní docházka, v obcích vznikla při každé katolické faře základní triviální škola, kde se žáci od 6 do 12 let učili číst, psát a počítat.
Syn Marie Terezie Josef II. vydal roku 1781 dva důležité dokumenty, které měly zásadní vliv na další vývoj společnosti. Nejprve 13. října vydal Toleranční patent, kterým byla trpěna další náboženská vyznání a 1. listopadu byl vydán patent o zrušení nevolnictví, kterým byli poddaní vyvázáni z přímé závislosti na své vrchnosti. Lidé se tak mohli bez omezení např. stěhovat a usazovat se, studovat, podnikat, což mělo obrovský význam.
Josef II. také zrušil kláštery, které se nevěnovaly veřejně prospěšným činnostem (špitály nebo školy). Přitom bylo zničeno a rozkradeno značné množství české i cizojazyčné literatury, která byla v klášterních knihovnách soustředěna a země přišla o značné kulturní bohatství. Již Marie Terezie zakázala stavění betlémů v kostelech a Josef II. tento zákaz obnovil. (Zvyk se přenesl do domů, i když také tam bylo stavění betlémů zakázáno.) Zakázány byly rovněž mariánské pobožnosti a zejména poutě, které předtím představovaly téměř jediný veřejný a všem vrstvám přístupný projev českého kulturního života. Mezi rozhodnutí Josefa II. patřilo zavedení němčiny jako úředního jazyka a jazyka vyučovacího. Němčina byla povinně zavedena ve všech českých univerzitách, gymnáziích a v tzv. hlavních školách ve velkých městech. Mateřským jazykem (převážně česky, na Moravě a ve Slezsku spíše německy) se vyučovalo podle složení obyvatelstva na základních triviálních školách.

## Průběh národního obrození

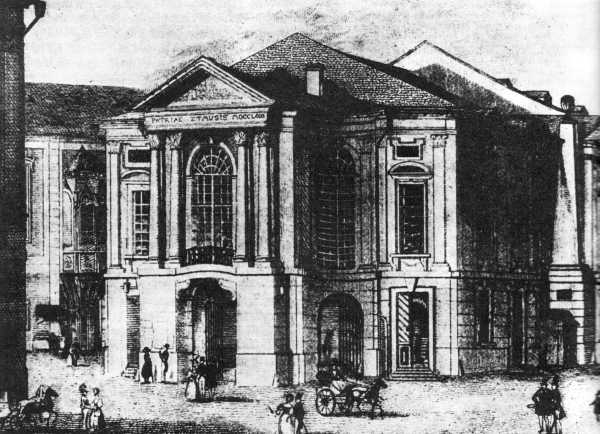
Nosticovo divadlo (dnešní Stavovské divadlo)

Od 2. poloviny 18. století začalo docházet k procesu, při němž se z etnických skupin v různých státech Evropy staly postupně národy. Jako první k tomuto začalo docházet v Německu, které bylo rozdrobené na množství malých státečků. Rodila se idea sjednoceného Německa, která byla vyjádřena v 19. století např. v turnerském hnutí či studentských buršenšaftech. Svoji národní identitu si postupně uvědomovali také Češi, kteří v době, kdy docházelo k pozitivním, ale i negativním změnám, zahájili proces formování novodobého českého národa, s cílem jeho následné emancipace v rámci rakouské monarchie. Čeští buditelé si byli vědomi skutečnosti, že zavedení němčiny jako jediného jazyka na středních a vysokých školách bude mít neblahý vliv na další vývoj české inteligence a českých vyšších vrstev. Vůdčí silou národního hnutí byla zejména česká inteligence (vědci, umělci, kněží, učitelé apod.), jejímž nejvýznamnějším představitelům se později dostalo obrazného pojmenování národní buditelé. Motivaci pro svoji práci hledali nejčastěji v české minulosti (historik František Palacký, dramatik Josef Kajetán Tyl, básník Karel Hynek Mácha, spisovatelé Václav Kliment Klicpera, Prokop Chocholoušek a mnozí další) a také v jiných slovanských národech, hlavně v Rusku (František Ladislav Čelakovský, Pavel Josef Šafařík, Jan Kollár). Vzniká tzv. slavistika, nauka o slovanských národech a slovanské vzájemnosti.
Počáteční jazykový ráz představovaný Josefem Dobrovským a Josefem Jungmannem přerostl na konci do zformování politického programu austroslavismu Františka Palackého. V dobovém tisku ho prosazoval zejména Karel Havlíček Borovský.
Pro vývoj české vědy a techniky byla roku 1769 zřízena v českých zemích Soukromá učená společnost, která se o pět let později přeměnila v Královskou českou společnost nauk.
Vedle toho národní buditelé kladli důraz na zlepšení všeobecného vzdělání lidových vrstev. Prostředkem vedle škol jim bylo divadlo, české knihy a noviny, které Václav Matěj Kramerius začal vydávat v pražské České expedici a položil tím základ novodobých českých vydavatelství. V úsilí o české divadlo se zasloužil Josef Kajetán Tyl, nejen coby organizátor, ale také jako dramatik a dramaturg Nosticova divadla (dnešního Stavovského divadla), prvního kamenného divadla v Čechách. Kromě něj vzniklo také další divadlo – Bouda, kde se uplatnili čeští umělci. Divadlo vzniklo v roce 1786 a o tři roky později zkrachovalo. Vývoj se pak dovršuje vznikem Sboru pro zřízení českého národního divadla v roce 1850.
V závěrečném období, zhruba od konce první třetiny 19. století, se na vytváření národního programu podílí i česká literatura. Originálními díly pokládají základy moderní české literatury František Ladislav Čelakovský, Karel Hynek Mácha, Božena Němcová, Karel Havlíček Borovský a Karolina Světlá.

## „Zapadlí vlastenci“
Národní obrození by bylo nemyslitelné bez méně známých i bezejmenných vlastenců a buditelů, kteří působili po celém území obývaném Čechy. Na venkově, kde byly kostely střediskem, kde se setkávali obyvatelé farnosti a řešili věci duchovní i světské, hráli důležitou úlohu obrozenečtí kněží. Ti nejen vyučovali na školách v českém jazyce,[zdroj?] ale rozšiřovali a půjčovali českou literaturu a časopisy, psali prózy a básně, skládali písně, zakládali knihovny, čtenářské, pěvecké a divadelní spolky a starali se o pronikání české kultury a českého jazyka mezi obecný lid. Později[kdy?] do škol přicházeli civilní učitelé, kteří nahrazovali ve výuce venkovského žactva faráře a kaplany, a kteří se též starali o knihovny, čtenářské, pěvecké, divadelní a jiné spolky.
Nejznámějšími českými romány popisujícím působení venkovských buditelů jsou Zapadlí vlastenci Karla Václava Raise a F. L. Věk Aloise Jiráska.

## Periodizace národního obrození
Národní obrození trvalo přibližně tři čtvrtiny století a bývá proto tradičně rozdělováno na několik období podle různých hledisek. Dají se rozlišit 3 fáze.[zdroj?]

### Obranná (konsolidační) fáze (1775–1805)

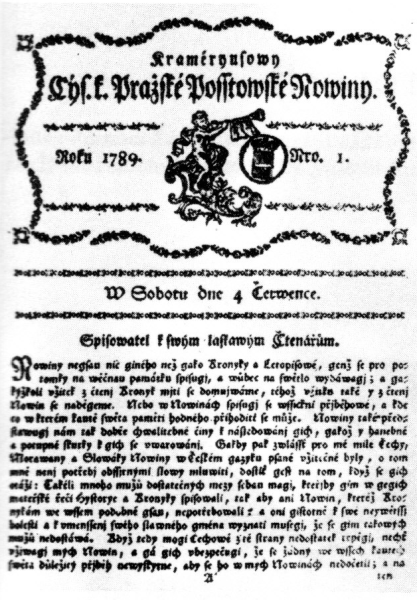
Krameriovy pražské poštovské noviny

Probíhalo bránění jazyka, jednalo se o období učeneckého zájmu. Tzv. generace Dobrovského. Datují se sem počátky českého divadla, básnictví a žurnalistiky. Je to doba hledání vlastenectví a stavění se na odpor josefínským centralizačním snahám. Umělci a vědci této doby hledají inspiraci v klasicismu a osvícenství. Nejvýznamnější osobností této doby byl Josef Dobrovský.
Nejvýznamnější osobnosti:
- historikové: Gelasius Dobner, František Martin Pelcl
- jazykovědec Josef Dobrovský
- vydavatel: Václav Matěj Kramerius
- divadelníci: Václav Thám, Karel Ignác Thám a Prokop Šedivý
- autoři české poezie: Antonín Jaroslav Puchmajer, Šebastián Hněvkovský, Vojtěch a Jan Nejedlý

### Ofenzivní fáze (1805–1830)
Jednalo se o období vlastenecké agitace. Češtinu bylo třeba šířit a rozvíjet (Slovník českoněmecký), byla vytvářena česká odborná terminologie a byly vědecky zpracovány české dějiny. Cílem těchto tendencí bylo vzbudit zájem o minulost národa. Do povědomí se dostaly rukopisy Zelenohorský a Královédvorský, které vzbudily velký zájem veřejnosti. Tzv. generace Jungmannova.
Nejvýznamnější osobnosti:
- divadelníci: Václav Kliment Klicpera, Matěj Kopecký a Jan Nepomuk Štěpánek
- jazykovědec Josef Jungmann
  - tzv. Jungmannova škola: Milota Zdirad Polák, Antonín Marek, Jan Evangelista Purkyně, Jan Svatopluk Presl, Karel Bořivoj Presl a Antonín Jungmann
- František Palacký
- Pavel Josef Šafařík
- Jan Kollár
- František Ladislav Čelakovský

### Vyvrcholení obrozeneckých snah (1830–1848)
Jednalo se o období vítězství národního obrození, které se stalo již celonárodním hnutím. Tzv. generace Palackého.
Rozděluje se na 3 části:
1. stále ještě spjatost s národním obrozením
2. romantismus (Karel Hynek Mácha)
3. počátky realismu (Božena Němcová)

Jako konec národního obrození bývá uváděn rok 1848, kdy došlo v Evropě k revoluci, jež se nevyhnula ani českým zemím.
Jindy se jako konec národního obrození uvádí až propuštění ministra Alexandra Bacha roku 1859 a obnovení parlamentarismu únorovou ústavou roku 1861.

## Vznik moderního českého národa
Politické vyvrcholení českého nacionalismu nastalo v následujícím období.
Po porážce Rakouska v prusko-rakouské válce roku 1866 byla monarchie roku 1867 uspořádána dualisticky, svébytné postavení si vydobylo Uhersko. Čeští politici usilovali o podobné postavení pro České království, v čemž se dostávali do střetu s českými Němci. Čeští nacionalisté se nepříliš úspěšně pokoušeli v letech 1867–1871 prosazovat své požadavky v rámci táborového hnutí. Česká politická reprezentace se sice roku 1871 dohodla s předlitavskou vládou na Fundamentálních článcích, které by realizovaly česko-rakouské vyrovnání, a i císař jim byl nakloněn, německorakouští, německočeští a maďarští politici však jejich přijetí zabránili a česká reprezentace přešla k pasivní rezistenci. Stremayrova jazyková nařízení z roku 1880 a Badeniho jazyková nařízení z roku 1897 zrovnoprávnila v Čechách a na Moravě češtinu s němčinou nejprve ve vnějším a pak i ve vnitřním úředním styku, což vyvolalo silné protesty českých a moravských Němců a vyostřilo nacionalistické spory. V roce 1869 byla pražská technická univerzita rozdělena na českou a německou část, roku 1882 byla podobně rozdělena Karlo-Ferdinandova univerzita.
Roku 1874 se od Staročechů odštěpili Mladočeši, roku 1878 byla založena Sociálně demokratická strana českoslovanská v Rakousku, roku 1894 proběhl v Praze tzv. proces s Omladinou. Roku 1862 Miroslav Tyrš, Jindřich Fügner a další založili podle vzoru podobných německých spolků Sokol, od něhož se později odštěpila levicová Dělnická tělovýchovná jednota a katolický Orel, na přelomu 19. a 20. století se prosadil i moderní sport a olympismus.
V letech 1868–1883 bylo postaveno Národní divadlo, v letech 1885–1891 Národní muzeum, v roce 1873 započala dostavba svatovítské katedrály na Pražském hradě. V roce 1891 se konala Jubilejní zemská výstava, které se díky jejímu bojkotu českými Němci stala přehlídkou českého průmyslu a podnikavosti. Od roku 1888 byl vydáván Ottův slovník naučný.
Na přelomu 19. a 20. století vrcholily intelektuální spory o českou identitu a dějiny, ve druhé polovině 19. století působilo mnoho slavných českých literátů, hudebníků a malířů spojených s českým nacionálním hnutím. Mnozí německojazyční rodáci z českých zemí odcházeli a uplatňovali se ve Vídni i jinde.
Během první světové války čeští a slovenští politici v exilu připravovali vznik samostatného západoslovanského státu, jemuž napomohl vznik československých legií. Tyto snahy v říjnu 1918 vyvrcholily vznikem československého státu, koncipovaného jako republika založená na národnostním principu s dominancí účelově zkonstruovaného československého národa. Přetrvávají národnostní napětí mezi etnickými Čechy a Němci přispělo spolu s nástupem fašismu v Německu k rozpadu Československa v letech 1938 a 1939, usnadnilo okupaci Čech a Moravy nacistickým Německem a vyvrcholilo vyhnáním Němců po druhé světové válce. K obnovení samostatného českého státu došlo v roce 1993 zánikem Československa